# Brama myersi
Brama myersi är en fiskart som beskrevs av Mead 1972. Brama myersi ingår i släktet Brama och familjen havsbraxenfiskar. Inga underarter finns listade.